# Gliese 221
Gliese 221 (GJ 221, BD-06 1339) é uma estrela na constelação de Orion. Com uma magnitude aparente visual de 9,69, não é visível a olho nu. De acordo com medições de paralaxe, do segundo lançamento do catálogo Gaia, está a uma distância de 66,1 anos-luz (20,3 parsecs) da Terra. Sua magnitude absoluta é igual a 8,15.

## Características
Esta é uma estrela de classe K da sequência principal (anã laranja) com um tipo espectral de K7V (também já classificada como M0V), indicando que é uma estrela menor, mais fria e menos brilhante que o Sol. Tem uma massa estimada em 64% da massa solar e um raio de 63% do raio solar. Sua fotosfera está irradiando 9,5% da luminosidade solar a uma temperatura efetiva de 4 040 K. Gliese 221 tem uma metalicidade inferior à solar, com 85% da abundância de ferro do Sol, e uma idade estimada entre 1 e 5 bilhões de anos. Seu nível de atividade é variável e diminuiu ao longo do período de observação da estrela, permitindo determinação mais precisa do sistema planetário ao redor da estrela.

## Sistema planetário
Em 2013 foi publicada a descoberta de dois planetas extrassolares orbitando Gliese 221, detectados por espectroscopia Doppler a partir de 103 medições de velocidade radial da estrela pelo espectrógrafo HARPS, ao longo de um período de oito anos. No mesmo ano, um estudo independente detectou os mesmos planetas, a partir de 61 dados públicos do HARPS mais dados de velocidade radial do espectrógrafo PFS, montado no Telescópio Magellan Clay. Em 2014, uma reanálise desses dados descobriu um terceiro planeta no sistema.
O planeta mais interno do sistema é uma super-Terra com uma massa mínima de 8,5 vezes a massa da Terra. Está próximo da estrela a uma distância de 0,043 UA e leva apenas 3,783 dias para completar uma órbita. Os outros dois são planetas gigantes com massas mínimas de 53 e 29 vezes a massa da Terra (0,17 e 0,07 vezes a massa de Júpiter) e estão a distâncias médias de 0,44 e 1,06 UA da estrela, tendo períodos orbitais de 126 e 500 dias.
Observações pelo Telescópio Espacial Spitzer não revelaram sinais de trânsito de Gliese 221 b. As observações não cobriram todo o período orbital, então ainda uma probabilidade de trânsito baixa de 0,53%.
| Planeta | Massa         | Semieixo maior (UA) | Período orbital (dias) | Excentricidade |
| ------- | ------------- | ------------------- | ---------------------- | -------------- |
| b       | >8,5 ± 1,3 M⊕ | 0,0428 ± 0,0007     | 3,8728 ± 0,0004        | 0              |
| c       | >53 ± 8 M⊕    | 0,435 ± 0,007       | 125,94 ± 0,44          | 0,31 ± 0,11    |
| d       | >29 M⊕        | 1,06                | 500                    | 0              |